# Westford (Massachusetts)
Westford ist eine Stadt im Middlesex County des US-Bundesstaats Massachusetts, die etwa fünf Kilometer südlich des Merrimack River liegt. Das U.S. Census Bureau hat bei der Volkszählung 2020 eine Einwohnerzahl von 24.643 ermittelt.

## Geschichte
Im 18. und 19. Jahrhundert waren Granit, Äpfel und Kammgarn die wichtigsten Produkte des Ortes. Nach dem Sezessionskrieg waren die Einwohner teilweise in Lowell und später auch in Boston tätig. Mehrere Kirchen wurden gebaut, darunter die katholische Katharinenkirche. In den 1960ern war die Stadt einer der Standorte, in denen Forschungen zum Project West Ford durchgeführt wurden. Die Einwohnerzahl, die bis zum Zweiten Weltkrieg unter 5000 lag, stieg bis zum Jahr 2000 auf mehr als 20000 an.

## Politik
Die offiziellen Vorschriften und Verordnungen werden von fünf gewählten Personen festgelegt. Für die tägliche Verwaltung ist ein Manager angestellt. Die Einwohner können durch Teilnahme an Versammlungen, in denen unter anderem über den Finanzhaushalt abgestimmt wird, im Frühjahr und Herbst die städtische Politik mitgestalten.

## Wirtschaft und Infrastruktur
Zu den hier ansässigen Firmen zählt Puma (Unternehmen), deren nordamerikanisches Hauptquartier hier ist. Es gibt mehrere Grundschulen und eine Highschool. Der U.S. Highway 3 verläuft hier sowie mehrere lokale Verkehrswege.
In Westford befindet sich das MIT Haystack Observatory.

## Sehenswürdigkeiten

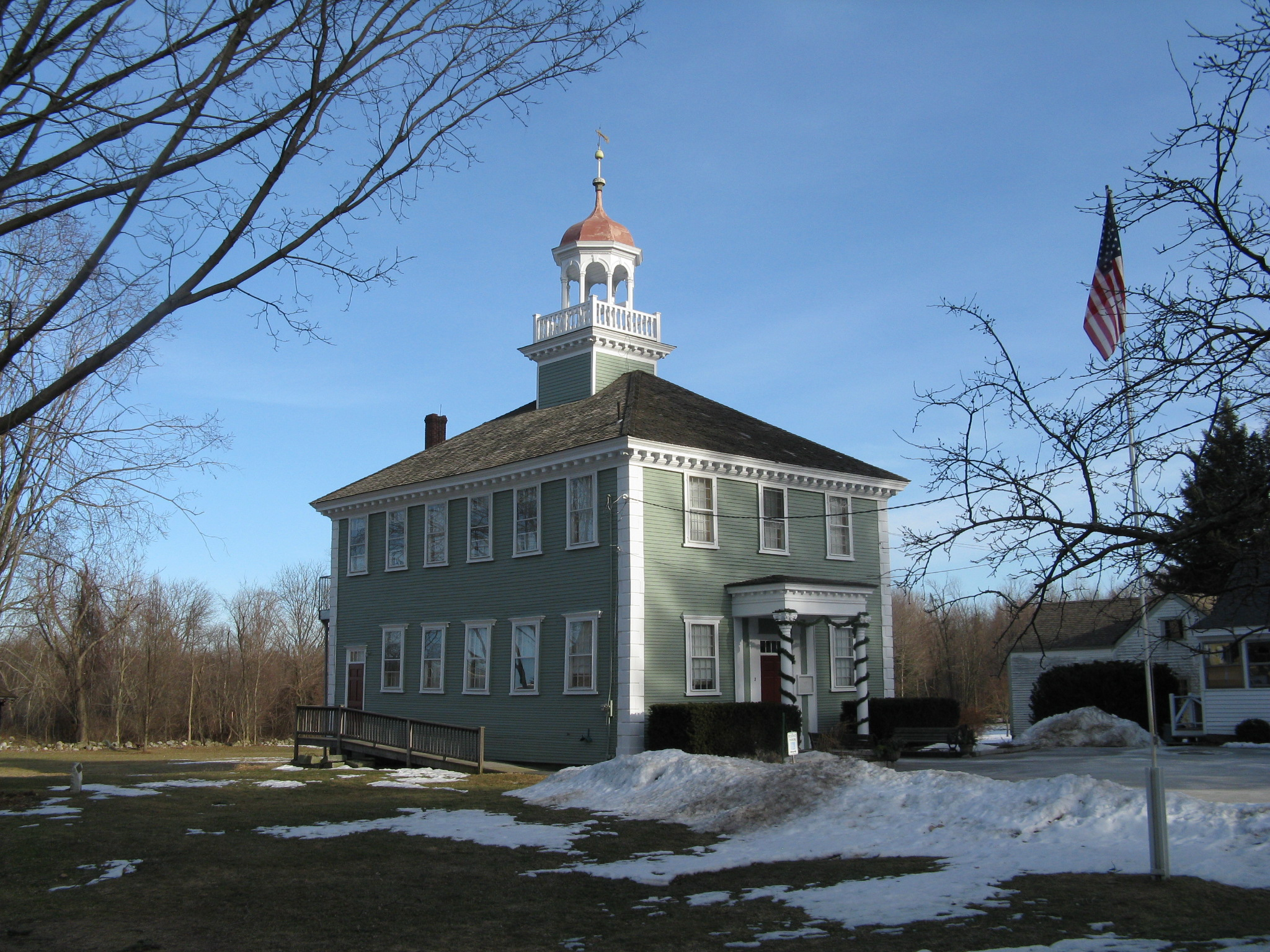
Museum

Das Westford Museum hat mehrere Dauerausstellungen, zum Beispiel zur früheren Granitverarbeitung, zur Feuerwehr, zu den ehemaligen Ärzten, zur alten Schule und zur Landwirtschaft, und auch temporäre Ausstellungen, etwa zur früheren Mode. Einige weitere Gebäude sind im National Register of Historic Places eingetragen.

## Persönlichkeiten
- Rufus Byam Richardson (1845–1914), Archäologe und Hochschullehrer
- Aaron Stanford (* 1976), Schauspieler und Filmproduzent